# SZK Lokomotivi Tbiliszi
A Lokomotivi Tbiliszi (grúz betűkkel საფეხბურთო კლუბი ლოკომოტივი თბილისი, magyar átírásban Szapehburto Klubi Lokomotivi Tbiliszi) grúz labdarúgócsapat, melynek székhelye a fővárosban, Tbilisziben található.
A klub a Szovjetunió idején a Lokomotyiv Sportszövetséghez tartozott, jelenleg a Grúz Állami Vasutakkal ápol szoros kapcsolatot.

## Névváltozások
- 1936–1990: Lokomotyiv Tbiliszi
- 1990–1993: Lokomotivi Tbiliszi (egyesült a Merani Tbiliszi csapatával)
- 1993–1996: Merani-Bacso Tbiliszi

1996 óta jelenlegi nevén szerepel.

## Sikerei
Grúzia
- Grúz labdarúgó-bajnokság (Umagleszi Liga)
  - Ezüstérmes (2 alkalommal): 2001, 2002
  - Bronzérmes (1 alkalommal): 1999

- Grúz kupa (Szakartvelosz taszi)
  - Győztes (3 alkalommal): 2000, 2002, 2005
  - Ezüstérmes (1 alkalommal): 2001

- Grúz szuperkupa (Szakartvelosz szupertaszi)
  - Ezüstérmes (1 alkalommal): 2005

 Grúz SZSZK (A Szovjetunió idején)
- A Grúz SZSZK területi labdarúgó-bajnoksága
  - Bajnok (2 alkalommal): 1937, 1945

## Eredményei

### Bajnoki múlt
A Lokomotivi Tbiliszi helyezései az grúz labdarúgó-bajnokság élvonalában.
| Idény   | Helyezés |
| ------- | -------- |
| 1997–98 | 6. hely  |
| 1998–99 | 3. hely  |
| 1999–00 | 10. hely |
| 2000–01 | 2. hely  |
| 2001–02 | 2. hely  |

| Idény   | Helyezés |
| ------- | -------- |
| 2002–03 | 4. hely  |
| 2003–04 | 5. hely  |
| 2004–05 | 4. hely  |
| 2005–06 | 8. hely  |

| Idény   | Helyezés |
| ------- | -------- |
| 2006–07 | 8. hely  |
| 2007–08 | 10. hely |
| 2008–09 | 6. hely  |
| 2009–10 | 9. hely  |

### Európaikupa-szereplés

#### Összesítve
| Kupa           | M  | GY | D | V | LG–KG |
| -------------- | -- | -- | - | - | ----- |
| UEFA-kupa      | 12 | 2  | 3 | 7 | 8–26  |
| Intertotó-kupa | 2  | 0  | 2 | 0 | 2–2   |
| Összesítve     | 14 | 2  | 5 | 7 | 10–28 |

#### Szezonális bontásban
| Idény     | Kupa           | Forduló         | Klub               | 1. mérk. | 2. mérk. | Össz. |
| --------- | -------------- | --------------- | ------------------ | -------- | -------- | ----- |
| 1999–2000 | UEFA-kupa      | Selejtező       | Linfield           | 1–0      | 1–1      | 2–1   |
| 1999–2000 | UEFA-kupa      | 1. forduló      | PAÓK               | 0–7      | 0–2      | 0–9   |
| 2000–2001 | UEFA-kupa      | Selejtező       | Slovan Bratislava  | 0–2      | 0–2      | 0–4   |
| 2001–2002 | UEFA-kupa      | Selejtező       | Birkirkara FC      | 0–0      | 1–1      | 1–1   |
| 2002–2003 | UEFA-kupa      | Selejtező       | FC København       | 1–3      | 1–4      | 2–7   |
| 2005–2006 | UEFA-kupa      | 1. selejtezőkör | Bananc             | 3–2      | 0–2      | 3–4   |
| 2008      | Intertotó-kupa | 1. forduló      | Etzella Ettelbruck | 0–0      | 2–2      | 2–2   |

Megjegyzés: Az eredmények minden esetben a Lokomotivi Tbiliszi szempontjából értendők, a dőlten írt mérkőzéseket pályaválasztóként játszotta.